# Обыкновенная дуссумиерия
Обыкновенная дуссумиерия (лат. Dussumieria acuta) — вид лучепёрых рыб семейства сельдевых. Эти морские пелагические рыбы обитают в субтропических водах Индо-Тихоокеанской области между 31° с. ш. и 7° ю. ш. и между 149° в. д. и 126° в. д. Тело веретенообразное, покрыто циклоидной чешуёй, голова голая. Максимальная длина 20 см. Встречаются на глубине до 20 м. Питаются планктоном. Являются объектом коммерческого промысла.

## Ареал и среда обитания
Обыкновенная дуссумиерия обитает в северной части Индийского океана от Сомали до Явы и Суматры, вдоль прибрежья Индостана; и в западной части Тихого океана у берегов Калимантана, Сулавеси и Филиппин. Эта морская пелагическая рыба встречается в прибрежных водах при температуре воды 28 °C.

## Описание
Прогонистое, немного уплощённое с боков тело покрыто крупной циклоидной чешуёй, высота тела в 3,4—4,5 раза меньше длины. Брюшко округлое, киль отсутствует (у основания брюшных плавников имеется одна килевидная чешуйка в форме буквы W). Спинной пласник расположен ближе к хвостовому плавнику, чем к рылу. Анальный плавник маленький. Брюшные плавники находятся напротив спинного плавника. Хвостовой плавник вильчатый. Длина небольшой головы в 4 раза меньше длины тела и в3,6 раз больше длины рыла. Длина верхней челюсти крупного рта равна около  80 % длины рыла, челюсть немного не достигает края глазной орбиты. Предчелюстная кость прямоугольная, образует характерную форму рта. На челюстях, сошнике, языке и крыловидной кости имеются мелкие зубы. Жаберные тычинки ланцетовидные. Имеется тонкое жировое веко. В спинном плавнике 18—20 лучей; в анальном 14—18; в грудных 14—15; в брюшных 8; тычинок на 1-й жаберной дуге 11 + 19—26; в боковой линии 42—46 чешуй; лучей жаберной перепонки 12—17. Окраска дорсальной поверхности серо-коричневого цвета, голова и бока светло-коричневые, брюшко серебристое, спинной и хвостовой плавники светло-коричневые, анальный и брюшные плавники — беловатые.
Максимальная длина 20 см.

## Биология
Эти подвижные рыбы совершают короткие миграции в пределах района обитания. У берегов Аравии начало нереста в мае, а конец в октябре. Пик нереста приходится на период с мая по июль. Во время нереста пятнистая сардинелла не подходит к берегам. За сезон самки вымётывают до трёх порций икры. В первой порции около 68 тысяч икринок, в последней — 48 тысяч икринок. Эти рыбы достигают половой зрелости при длине тела 13—15 см в возрасте примерно 2 года. Продолжительность жизни оценивается в 4—5 лет. В нерестовом стаде преобладают рыбы возрастом 2—3 года и размерами 14—17 см. Рацион пятнистой сардинеллы состоит из зоопланктона.

## Взаимодействие с человеком
Эти рыбы служат объектом местного промысла, например в водах Тутикорин и Фиджи. Обыкновенная дуссумиерия не образует придонных косяков и держится в толще воды рассредоточенно. Лов ведётся ставными и кошельковыми неводами. Из обыкновенной дуссумиерии изготавливают консервы. Международный союз охраны природы ещё не оценил охранный статус вида.